# Байгрейв, Фил
Филлип Джордж Байгрейв (англ. Phillip George Bygrave, 19 сентября 1929, Те-Ароха, Новая Зеландия — 24 октября 2012, Окленд, Новая Зеландия) — новозеландский хоккеист (хоккей на траве), нападающий.

## Биография
Фил Байгрейв родился 19 сентября 1929 года в новозеландском городе Те-Ароха.
В 1956 году вошёл в состав сборной Новой Зеландии по хоккею на траве на Олимпийских играх в Мельбурне, занявшей 6-е место. Играл на позиции нападающего, провёл 4 матча, забил (по имеющимся данным) 4 мяча в ворота сборной Сингапура.
В 1960 году вошёл в состав сборной Новой Зеландии по хоккею на траве на Олимпийских играх в Риме, занявшей 5-е место. Играл на позиции нападающего, провёл 8 матчей, забил 4 мяча (два в ворота сборной Нидерландов, по одному — Дании и Австралии).
В 1964 году вошёл в состав сборной Новой Зеландии по хоккею на траве на Олимпийских играх в Токио, поделившей 13-14-е места. Играл на позиции нападающего, провёл 6 матчей, забил 2 мяча (по одному в ворота сборных Великобритании и Кении).
Умер 24 октября 2012 года в новозеландском городе Окленд.